# 卡茨许特
卡茨许特是德国图林根州的一个市镇。总面积28.69平方公里，总人口1630人，其中男性824人，女性806人（2011年12月31日），人口密度57人/平方公里。